# Kozármisleny
Kozármisleny là một thành phố thuộc hạt Baranya, Hungary. Thành phố này có diện tích 14,45 km², dân số năm 2010 là 5986 người, mật độ 414 người/km².